# Tradición deuteronómica

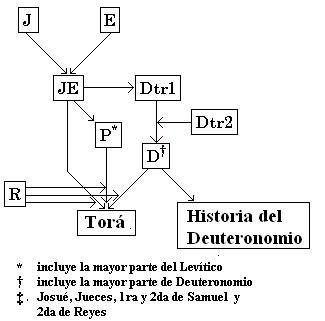
Esquema de la Hipótesis documentaria.

La tradición deuteronómica es, de acuerdo a la hipótesis documentaria, una de las cuatro fuentes a partir de las cuales se escribieron los libros del Tanaj o Antiguo Testamento. Datada en torno al siglo VI a. C., surge en un momento de crisis de la unidad de Israel. 
Desde la investigación de Martin Noth, se cree que la parte deuteronómica de la Torá y el Deuteronomio se compusieron originalmente como una obra única. Algunos estudiosos atribuyen dos fases distintas en el texto, (la primera denominada Dtr1, y la segunda Dtr2), aunque la mayoría siguen considerando que ambas fueron del mismo autor. Martin Noth sostuvo que no había una unidad en el lenguaje subyacente y el contenido cultural de los libros Deuteronomio y II Reyes (Noth 1943). La Tradición deuteronómica sería de un solo autor y conocida antes del exilio de Babilonia, pero la edición y la escritura serían de la época del exilio babilónico, a mediados de siglo VI a. C.
La verdadera identidad del autor de la tradición deuteronómica es dudosa: los estudiosos estiman que el autor fue el profeta Baruc, el escriba Jeremías, o tal vez Jeremías, debido a la similitud de estilo entre Jeremías y la inclusiones directas de Jeremías (no atribuidas) en D, así como la afiliación de Jeremías a los sacerdotes de Shiloh, en el período que vivió Jeremías.
Tiene un estilo de predicación, insistiendo en que Israel es el pueblo elegido por Dios para su liberación. Casi toda esta tradición está recogida en el Deuteronomio, aunque hay fragmentos de sus obras en otros textos. Esta tradición tendría su origen en la reforma del rey Josías.
- Datos: Q475346